# Rigoletto Trezzi
Rigoletto Trezzi (Milano, 11 maggio 1890 – Milano, 9 febbraio 1974) è stato un calciatore, arbitro di calcio e dirigente sportivo italiano, di ruolo centrocampista.

## Biografia
Fu un importante dirigente dell'Associazione Italiana Arbitri ed è ricordato negli annali della Sezione A.I.A. "Umberto Meazza" di Milano in una targa dei primi anni '30 in cui lui è citato, quadretto appeso all'ingresso della sede del C.R.A. della Lombardia nei sotterranei del Comitato Regionale Lombardia in via Pitteri a Milano.

### Calciatore
Giocò con la maglia rossa sia della Libertas Club di Milano che dopo la fusione con il Racing Club Italia divenne "Racing Libertas Club". La data di termine attività non è sicura perché la Gazzetta dello sport ha pubblicato pochissimi tabellini delle partite sia della prima squadra che delle riserve anche della stagione 1912-1913.

### Arbitro
Iniziò ad arbitrare i tornei della stagione 1915-1916 dirigendo le gare del torneo di Terza Categoria organizzato dal C.R. Lombardo per le società calcistiche rimaste in vita malgrado l'inizio del conflitto mondiale.
Sebbene non fosse un neofita ed avesse già circa 10 anni di esperienza calcistica fu il protagonista passivo di una situazione che comunque non cambiò il corso della sua carriera arbitrale.
Durante la Coppa Mauro fu designato dal commissario lombardo Gian Guido Piazza a dirigere la gara del 16 dicembre 1917 Legnano-Inter che terminò sul risultato di 1-0 a favore del Legnano grazie alla rete di Achille Malaspina.
L'Inter, dopo aver già fatto reclamo al C.R.L. per la infondata posizione irregolare di Luigi Barbesino (in prestito al Legnano e proveniente dal Casale), pensò bene di presentare reclamo ancora al C.R.L., a distanza di circa 20 giorni dalla gara, chiedendo l'invalidazione della partita perché contestavano a Trezzi l'aver concesso il gol di Malaspina, gol che i dirigenti dell'Inter sostenevano esser stato segnato in fuorigioco. La Gazzetta dello sport a pagina 3 del 7 gennaio 1918 così riportò l'accaduto (stralcio):
Sulle cronache del giornalino dell'ULIC Il Corriere dello Sport Libero si dette gran risalto alla notizia perché si pose in evidenza la coercizione attuata su Rigoletto Trezzi, per fargli ammettere un errore che non aveva commesso. Sia i dirigenti lombardi che quelli federali, Mario Trinchieri per l'A.I.A. e Gian Guido Piazza dirigente del Milan e commissario regionale, erano fortemente interessati per i propri colori che la partita fosse ripetuta visto che a quel momento il Milan era a pochi punti dalla vetta della classifica occupata da Legnano ed Inter. Dopo tutto questo pasticcio l'Inter non vinse la coppa che fu vinta dal Milan, al quale non fu, però, assegnata, venendo rimessa in palio la stagione successiva.
Terminata la grande guerra nel 1919 Trezzi fu reinserito nell'elenco degli arbitri a disposizione del Comitato Regionale Lombardo per le partite di Prima Categoria. Divenne in seguito arbitro federale ed arbitrò anche il campionato di Prima Divisione 1921-1922, perché nel frattempo era passato nelle file dei nerazzurri. "Trezzi dell'Internazionale": era così definito sulle cronache sportive e nazionali.

Caricatura di importanti arbitri dell'epoca, pubblicata sulla rivista "L'Arbitro" nel 1925. Trezzi è il terzo da destra.

Il Consiglio Federale della F.I.G.C. nel marzo 1925 lo premiò con un distintivo d'oro di benemerenza per l'attività svolta durante la stagione 1923-1924.
Più volte, durante la sua carriera arbitrale, rappresentò l'A.I.A. quale delegato a presenziare importanti assemblee federali e di promozione dell'attività arbitrale.
Terminò la carriera arbitrale alla fine della stagione 1926-1927.

### Dirigente sportivo
Al termine dell'attività calcistica è consigliere del Nazionale Lombardia. Terminata la carriera arbitrale fu membro attivo del Gruppo Arbitri Milanesi "Umberto Meazza" dopo essere stato uno degli arbitri che costituirono il gruppo mercoledì 23 novembre 1927.